# Gittien
Gittien (Hebreeuws: גיטין, letterlijk [echtscheidings]akten) is het vijfde traktaat (masechot) van de Orde Nasjiem (Seder Nasjiem) van de Misjna. Het traktaat beslaat 9 hoofdstukken en gaat over de echtscheiding en de akte daarvoor, alsook andere akten.
Zowel in de Jeruzalemse als in de Babylonische Talmoed kent het traktaat Gittien Gemara (rabbijns commentaar op de Misjna).
Het woord get (גט) (e.v. van Gittien) is een leenwoord uit het Akkadisch (Oud-Babylonisch).